# Nadleśnictwo Karwin
Nadleśnictwo Karwin – nadleśnictwo należące do Regionalnej Dyrekcji Lasów Państwowych w Szczecinie, położone w całości w województwie lubuskim, na terenie powiatów: strzelecko-drezdeneckiego, gorzowskiego i międzyrzeckiego, gmin: Drezdenko, Santok, Skwierzyna.
Powierzchnia nadleśnictwa wynosi 23 485,48 ha, w jego skład wchodzi jeden obręb leśny Karwin, trzynaście leśnictw oraz gospodarstwo szkółkarskie.

## Historia
Nadleśnictwo Karwin w obecnych granicach powstało w roku 1973 po reorganizacji Lasów Państwowych i przejęciu nadleśnictw Karwin, Rąpin, Lipki Wielkie. W latach 1973–1978 w skład nadleśnictwa wchodził również obręb Krobielewko, który po kolejnej reorganizacji 1 stycznia 1979 przeszedł do Nadleśnictwa Międzychód.

## Leśnictwa Obrębu Karwin
- Leśnictwo Ustronie
- Leśnictwo Grotów
- Leśnictwo Sosnówka
- Leśnictwo Odyniec
- Leśnictwo Lubiatów
- Leśnictwo Irena
- Leśnictwo Wilcze Doły
- Leśnictwo Solecko
- Leśnictwo Kościelec
- Leśnictwo Bukowo
- Leśnictwo Kalinówek
- Leśnictwo Lipki Wielkie
- Leśnictwo Gościnowo[3]

## Fizjografia i klimat
Według regionalizacji przyrodniczo-leśnej lasy Nadleśnictwa położone są w III Krainie Wielkopolsko-Pomorskiej, dzielnicy Kotliny Gorzowskiej, mezoregionu Puszczy Noteckiej. Pod względem fizycznogeograficznym obszar Nadleśnictwa znajduje się w Regionie Pradoliny Toruńsko-Eberswaldzkiej, Mezoregionie Kotliny Gorzowskiej.
Obszar nadleśnictwa należy do zlewni rzek Noteci i Warty.
Wysokość bezwzględna najniższego punktu wynosi 22 m n.p.m. znajduje się w oddz. 118A obrębu Lipki Wielkie, a najwyższego 79 m n.p.m. i leży w oddz. 275 obrębu Karwin.
Według Eugeniusza Romera teren Nadleśnictwa charakteryzuje się klimatem Krainy Wielkich Dolin, z wyraźnym wpływem klimatu morskiego.
Dominującym typem gleb są:
- piaski, żwiry i mułki rzeczne;
- piaski eoliczne i piaski eoliczne w wydmach;
- namuły;
- torfy;
- piaski rzeczne;
- sporadycznie mułki iły i piaski zastoiskowe oraz gliny zwałowe[4].

## Drzewostan
Średni wiek drzewostanów wynosi 54 lata, a największy udział przypada na wiek 30–40 i 60–70 lat.
Drzewostany Nadleśnictwa tworzą
- sosna, modrzew, świerk – 95%
- dąb, klon, jawor, wiąz, jesion – 1%
- brzoza, olsza czarna – 3%
- buk – 1%[4]

## Edukacja i turystyka
W Nadleśnictwie Karwin znajdują się następujące obiekty ochrony przyrody:
- rezerwaty przyrody na 162 ha:
  - Czaplenice;
  - Czaplisko;
  - Lubiatowskie Uroczyska;
  - Łabędziniec;
  - Goszczanowskie Źródliska[5];
- zespół przyrodniczo krajobrazowy „Drezdeneckie Uroczyska" – 84,47 ha;
- 25 użytków ekologicznych o powierzchni 132,26 ha;
- Obszar Chronionego Krajobrazu „6 - Pojezierze Puszczy Noteckiej";
- Obszar Chronionego Krajobrazu „4 - Dolina Warty i Dolnej Noteci"[6];
- 10 pomników przyrody:
  - Leśnictwo Ustronie, oddz. 101 d, Dąb szypułkowy - skupienie drzew - 3 sztuki (obwód: 395, 445, 590 cm; wysokość 28-37 m),
  - Leśnictwo Ustronie, oddz. 101 d, Buk pospolity (obwód 325 cm; wysokość 30 m),
  - Leśnictwo Ustronie, oddz. 101 d, Buk pospolity (obwód 325 cm; wysokość 30 m),
  - Leśnictwo Ustronie, oddz. 101 d, Buk pospolity (obwód 330 cm; wysokość 30 m),
  - Leśnictwo Grotów, oddz. 221 a, Daglezja zielona (obwód 265 cm; wysokość 25 m),
  - Leśnictwo Lubiatów, oddz. 664 i, Dąb szypułkowy (obwód 540 cm; wysokość 23 m),
  - Leśnictwo Solecko, oddz. 502 f, Dąb bezszypułkowy (obwód 360 cm; wysokość 27 m),
  - Leśnictwo Kościelec, oddz. 203 a, Dąb szypułkowy (obwód 570 cm; wysokość 27 m),
  - Leśnictwo Solecko, oddz. 418 c, Buk pospolity (obwód 385 cm; wysokość 25 m),
  - Leśnictwo Kościelec, oddz. 335 m, Dąb szypułkowy (obwód 430 cm; wysokość 25 m)[7].
- obszary Natura 2000 z dyrektywy ptasiej: Puszcza Notecka i Dolina Dolnej Noteci;
- obszary Natura 2000 z dyrektywy siedliskowej: Bory Chrobotkowe Puszczy Noteckiej, Jeziora Gościmskie[8];
- cenne i chronione gatunki flory i fauny.

## Zagrożenia
Największym zagrożeniem dla trwałości lasu są pożary. W związku z tym utworzony został system monitorowania, w skład którego wchodzą punkty meteorologiczne, sieć dostrzegalni przeciwpożarowych, dróg pożarowych, punktów czerpania wody oraz prowadzone są naziemne i lotnicze patrole.
W Lipkach Wielkich znajduje się Leśna Baza Lotnicza, w której stacjonują samoloty patrolowe i patrolowo-gaśnicze.
Potencjalnym zagrożeniem może być eksploatacja złóż ropy i gazu, prawdopodobnie największych w Polsce. W środku puszczy, na północ od Sowiej Góry powstaje ośrodek odsiarczania ropy i gazu.